# كلية الآداب والعلوم الإنسانية (جامعة الملك عبد العزيز)
أنشئت كلية الآداب والعلوم الإنسانية بجامعة الملك عبد العزيز في العام الدراسي 1389/1390 1389/1390 هـ الموافق 1969/1970 1969/1970 م بناء على توجيه لجنة الخبراء الاستشارية التي رفعت تقريرها إلى الهيئة التأسيسية بجامعة الملك عبد العزيز بعد دراسة دقيقة أوضحت العلاقة بين إنشاء هذه الكلية واحتياجات المملكة من الكفاءات العلمية المؤهلة وذلك لإمداد أجهزة الدولة بالكفاءات الوطنية للإسهام في خطط التنمية في مختلف المجالات.وقد تم افتتاح أول قسم بالكلية في العام الدراسي نفسه الذي أنشئت فيه الكلية وهو قسم اللغة الإنجليزية الذي تحول فيما بعد إلى قسم اللغات الأوروبية وآدابها وتخرجت الدفعة الأولى منه في العام الدراسي 1392/1393 1392/1393 هـ.لم تعد برامج كلية الآداب والعلوم الإنسانية مقتصرة على الدراسات النظرية فحسب، وإنما تجاوزت هذا المفهوم لتدخل بحكم مناهجها المطورة وأقسامها ميادين علمية ومعملية واسعة تحتاج إلى كثير من المختبرات والأجهزة والمعامل والاستوديوهات حتى أصبحت مصدراً لصقل الفكر الإنساني وإشعاعاً حضارياً يشار له بالبنان. ولم يعد أسلوب الحفظ والتلقين هو الأسلوب المتبع في الدراسات الاجتماعية أو الإنسانية بل أصبحت تعتمد على التطبيقات المعملية والأبحاث العلمية فتتناغم وتستجيب مع كل معطيات العصر وتقدمه.

## أقسام كلية الآداب والعلوم الإنسانية
- قسم اللغة الإنجليزية
- الشريعة والدراسات الإسلامية
- اللغات الأوروبية
- التاريخ
- الجغرافيا
- علم المعلومات
- علم الاجتماع
- الإعلام
- اللغة العربية وآدابها
- علم النفس
- مهارات الاتصال

## وحدات الكلية
- وحدة المواد العامة
- وحدة دراسات البحر الأحمر
- وحدة التدريب والمتخرجين
- مجموعة الجزيرة للأبحاث

وفي إطار خطة الكلية التطويرية للبرامج الاكاديمة، تم استحداث مسارات تخصصية جديدة في بعض الأقسام العلمية تواكب التطور الذي تعيشه المملكة العربية السعودية، لتوفير الكفاءات المؤهلة علمياً وعملياً وفق ما يتطلبه سوق العمل وتقتضيه خطط التنمية وهي كالتالي :
1. مسار الترجمة بقسم اللغات الأوروبية وآدابها.
2. مسار الإرشاد السياحي بقسم التاريخ.
3. مسار الخدمة الاجتماعية بقسم الاجتماع
4. مسار الإعلان بقسم الإعلام.
5. أربعة مسارات بقسم الجغرافيا على النحو التالي :

- مسار التخطيط العمراني
- مسار الدراسات البيئية
- مسار الموارد والتنمية الإقليمية
- مسار نظم المعلومات الجغرافية والخرائط

ولا تغفل الكلية أهمية الأخذ بالمعايير العالمية في الإدارة والجودة التعليمية. حيث حصلت الكلية على شهادة الآيزو الدولية للجودة(ISO  9001-2000 9001-2000  9001-2000) وذلك يوم الأحد 2/12/1429هـ الموافق 30/11/2008 للميلاد بعد استكمال متطلبات الشهادة من الجهة المانحة Bureau Veritas. ومؤخرا تم ترشيح الكلية للحصول على شهادة الاعتماد الأكاديمي من الهيئة الأمريكية للتعليم الحر (AALE).
وفي اطار توجه الكلية نحو خدمة البحث العلمي، صدرت موافة المقام السامي بتاريخ 19/3/1430هـ على تأسيس مركز البحوث الاجتماعية والإنسانية بالكلية، الذي يضم اثنتي عشر وحدة بحثية تهتم بدراسة القضايا الإنسانية والمشكلات الاجتماعية المتصلة بالمجتمع السعودي من خلال تقديم درسات وأبحاث وتدريب واستشارات لكافة قطاعات المجتمع ومؤسساته

## وصلات خارجية
رابط كلية الآداب والعلوم الإنسانية 